# جايلز وايت
جايلز وايت (23 مارس 1972 في المملكة المتحدة - ) (بالإنجليزية: Giles White)‏ هو لاعب كريكت بريطاني. لعب مع نادي مقاطعة هامبشاير للكريكت ‏ ونادي مقاطعة سومرست للكريكت ‏ وDevon County Cricket Club ‏.